# 1998年スコットランド法
1998年スコットランド法（1998ねんスコットランドほう、英語: Scotland Act 1998）は、イギリスの法律。地方分権の一環として、スコットランド議会とスコットランド行政府（Scottish Executive、2012年にスコットランド政府に改称）の設立を定めた。イギリスの憲法に関わる制定法としては1972年欧州諸共同体法以来の大規模立法で、スコットランドに影響する法律としては1707年合同法でスコットランド王国議会が廃止された以降で影響力の大きい法律の1つとされる。

## 制定の経過
1997年スコットランド地方分権住民投票で「スコットランド議会を設立すべき」「スコットランド議会は課税権を有すべき」が選択された結果、労働党政府は1998年にスコットランド法案を提出した。法案は1998年11月17日に議会を通過、19日に女王の裁可を受けた。その後、最初のスコットランド議会選挙が1999年5月に行われ、スコットランド議会と行政府への権限委譲が1999年7月1日に行われた。

## 内容
1998年スコットランド法によりスコットランド議会が設立され、議員選出の制度（第1から18条）、議会運営（第19から27、39から43条。直接定めず議会に委ねられた事柄も多い）、スコットランド議会の立法プロセスを審議から国王裁可まで定めた（第28から36条）。ただし、連合王国議会がスコットランドについて立法する権利を留保したため（第28条7項）、連合王国議会の議会主権が維持された形となった。
第44条によりスコットランド行政府が設立され、後に第1次サモンド内閣（2007年スコットランド議会選挙で与党になったスコットランド国民党が率いる内閣）により「スコットランド政府」に改称された。スコットランド行政府は首相、および法務長官、法務次官など議会の同意のもと国王により任命される大臣で構成される（第44、48条）。
1998年スコットランド法はスコットランド議会の立法権能（legislative competence）について定めているが、スコットランド議会が権限を有する事項（「権限委譲」の形）ではなく、権限を有さない事項（「保留事項」の形）を列挙する形となっている（附則5）。また、スコットランド法自体の多くの条項、1998年人権法などスコットランド議会が改正または廃止できない制定法も列挙している（附則4）。さらに欧州人権条約とEU法に反する行動も禁止される（スコットランド議会は第29条2項で、スコットランド行政府は第57条2項で規定）。
第58条ではスコットランド国務大臣に「スコットランド行政府の成員による行動がいかなる国際的義務と相容れない場合」その行動の停止を命じる権限を与えた。
スコットランド議会の立法権能とスコットランド行政府の権限について論争が生じた場合、枢密院司法委員会（2009年10月1日以降は連合王国最高裁判所）が最終的な決定権を有すると定められた（1998年スコットランド法第32、33、103条、附則6と2005年憲法改革法第40条、附則9）。そして、枢密院勅令によりスコットランド議会とスコットランド行政府の権限を変更できることも定められた（第30、63条）。

## 法改正
1998年スコットランド法ではスコットランド議会選挙における選挙区を（一部例外を除いて）連合王国の庶民院と同じとし（附則1）、スコットランドにおける庶民院選挙区への変更がスコットランド議会の選挙区にも適用されると定めたが、2004年スコットランド議会(選挙区)法により両者が関連しないよう変更された。2016年スコットランド法ではスコットランド議会とスコットランド政府の廃止が住民投票に基づかなければならないと定めた（第1条）。また、2014年ウェールズ法ではスコットランド法における納税者の定義を変更し、いかなる人物でも同時にスコットランドとウェールズの納税者にならないよう改正した。

## 関連図書
- Walker, Graham (January 2020). “Scotland, Northern Ireland, and Devolution, 1945–1979”. Journal of British Studies (英語). 49 (1): 117–142. doi:10.1086/644536.